# Nguyễn Ngọc Như Quỳnh
Nguyễn Ngọc Như Quỳnh (født i 1979 i Khanh Hoa) er en vietnamesisk aktivist og blogger, kendt som Mother Mushroom og for sin kritik af den vietnamesiske regering. Hendes fokus ligger på at afsløre korruption og krænkelser af menneskerettigheder begået af de vietnamesiske myndigheder. Den 29. juni 2017 blev hun idømt 10 års fængselsstraf i henhold til Vietnams Straffelov § 88 for propaganda mod den vietnamesiske regering. Bestemmelsen bliver ofte udnyttet til at dømme personer, der på fredelig vis bruger sin ytringsfrihed.

## Blogging og anholdelser
Quỳnh startede på at skrive blog i 2006 under navnet: ”Nams mor”. Nam (på dansk: svamp) er Quỳnhs ældste datters kælenavn. Hendes blog blev mere og mere populær, da hun begynde at skrive om problemer i det vietnamesiske samfund. Der var ikke ret mange, der dengang turde at gøre som Quỳnh, selvom mange vietnamesere kendte til og var trætte af problemerne.
Quỳnh blev første gang anholdt af det vietnamesiske politi i 2009 for at uddele t-shirts med tekster mod det kinesiske projekt i en bauxitmine i Vietnam og de kinesiske aktiviteter i de to omstridte øhave (Paracel og Spratly) i det Sydkinesiske Hav. Hun blev løsladt ni dage senere, efter at hun lovede at lukke sin blog.
Fra 2013 til 2015 blev Quỳnh anholdt flere gange for at blogge om emner som ytringsfrihed, de vietnamesiske samvittighedsfanger og Formosa - en stålfabrik som var årsagen til massedød af fisk i det centrale Vietnam.
Beviserne for hendes forbrydelser, som anklageren brugte i retten, er hendes 400 artikler (1180 sider i alt) på hendes Facebook-konto og dokumentet: "Stop politiet i at dræbe civilister", som blev redigeret og udgivet af Quỳnh. Quỳnh blev idømt 10 års fængsel i et lukket retsmøde hvor hverken medier, familie eller venner fik lov at deltage. Retsmødet varede kun 1 time.
Quỳnh, som er alenemor til to små børn (en pige og en dreng), blev løsladt den 18. oktober 2018 og rejste til USA.

## Priser
Quỳnh har fået en del af internationale priser for sine aktiviteter, bl.a.
- 2010: Hellman/Hammett prisen fra Human Right Watch
- 2015: Årets Forsvarer fra Civil Right Defenders - en international NGO med hovedkontor i Stockholm, Sverige.
- 2017: International kvinde med modet fra Udenrigsministeriet i USA. Det var Melania Trump der delte priserne ud.
- 2018: International Presse Friheds Pris fra CPJ – Committe to protect journalists: En organisation for journalisters beskyttelse

Quỳnh er i 2018 blevet normineret til Nobels Fredspris af professor emeritus Marc Arnal fra Alberta Universitet i Canada.